# Nokia 6130
Nokia 6130 – telefon komórkowy fińskiej firmy Nokia, wypuszczony na rynek w 1998 roku. Obsługuje WAP, podczerwień oraz SMS. Pamięć książki telefonicznej pozwala pomieścić 125 kontaktów.

## Funkcje dodatkowe
- Alarm
- Słownik T9
- Kalendarz
- Kalkulator
- Przelicznik walut
- Zegarek